# Rhacheosaurus
Rhacheosaurus (лат.) — вымерший род морских крокодиломорф из семейства метриоринхид (Metriorhynchidae). Род описал герман фон Майер в 1831 году по скелетным остаткам из титонских (поздняя юра) отложений Германии. Относительно небольшая рептилия длиной 1,39-1,57 м.

## История и классификация

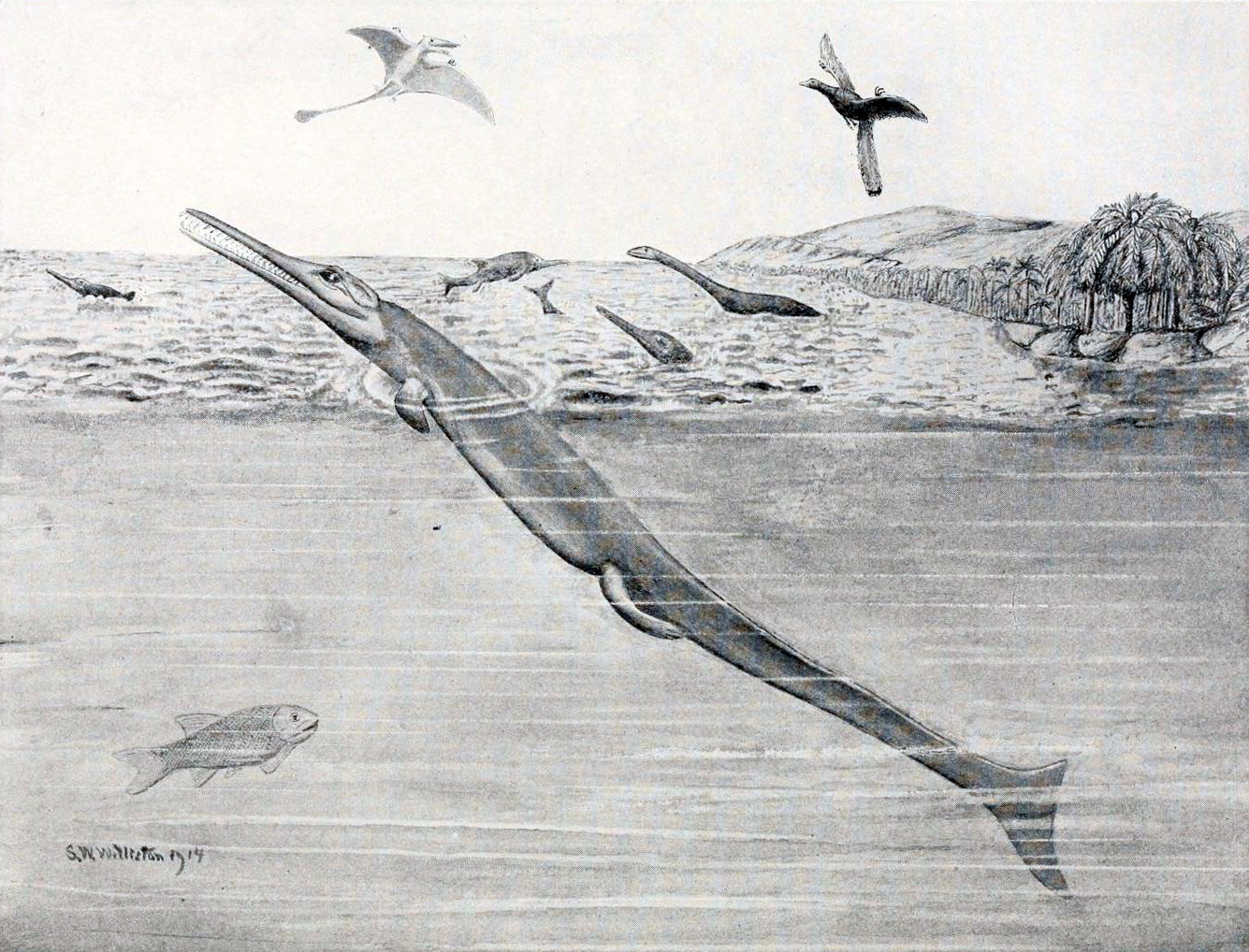
Историческая реконструкция Уиллистона, 1914

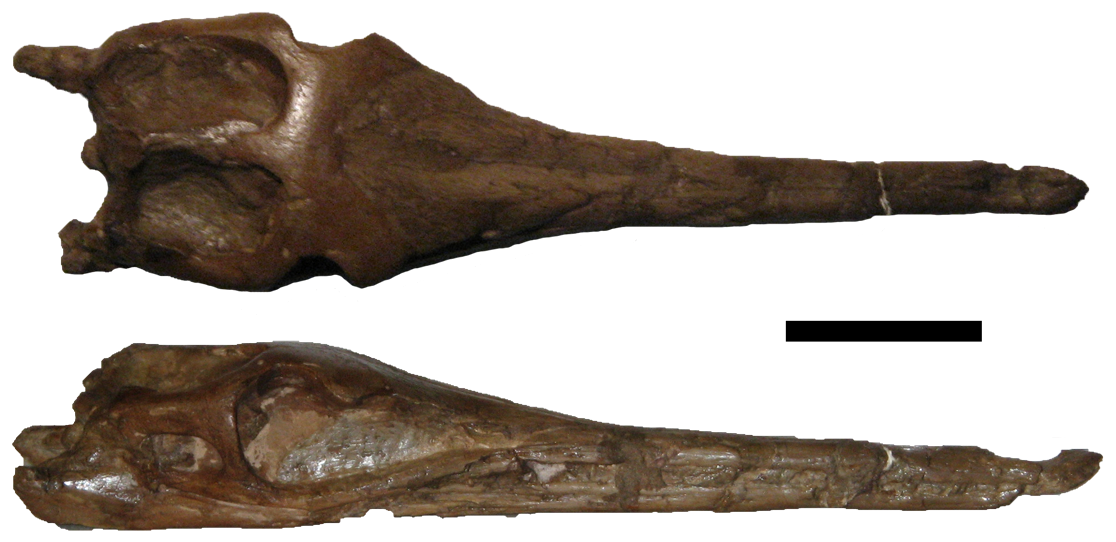
Дополнительный образец

Филогенетический анализ, проведённый в 2009 году, показал, что несколько длиннорылых видов, ранее включённые в родственные роды Geosaurus, Enaliosuchus и Metriorhynchus, на самом деле теснее связаны с оригинальными экземплярами Cricosaurus, и поэтому были переклассифицированы в этот род. В этом анализе также восстановлено родовое название Rhacheosaurus.

## Палеоэкология
Известно несколько видов метриорхинхид из формации Мёрнсхайм (зольнхофенский известняк, ранний титон) в Баварии, Германия: Rhacheosaurus gracilis, Dakosaurus maximus, Geosaurus giganteus и Cricosaurus suevicus. Была выдвинута гипотеза, что разделение ниши позволило сосуществовать нескольким видам Crocodyliformes. Главными хищниками этой формации, по-видимому, являются D. maximus и G. giganteus — крупные короткорылые виды с зазубренными зубами. Длиннорылые C. suevicus и R. gracilis питались в основном рыбой, хотя легче сложенный Rhacheosaurus, возможно, специализировался на питании мелкой добычей. С этими четырьмя видами метриорхинхид также сосуществовал вид Steneosaurus среднего размера.